# Photedes fusca
Photedes fusca är en fjärilsart som beskrevs av Barend J. Lempke 1942. Photedes fusca ingår i släktet Photedes och familjen nattflyn. Inga underarter finns listade i Catalogue of Life.